# Ruder-Europameisterschaften 2018 – Achter (Männer)

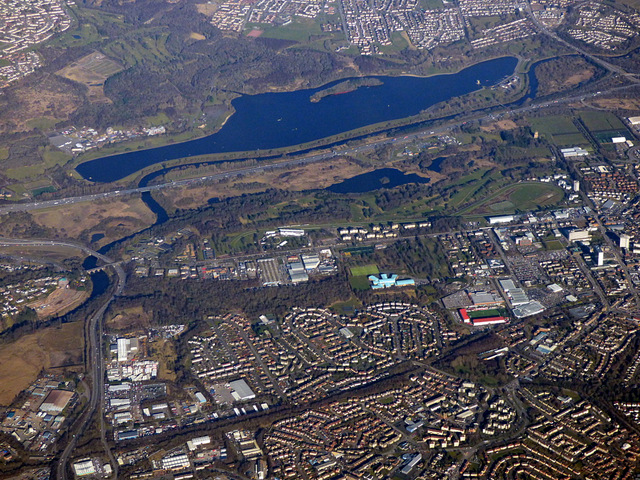
Luftbild der Regattastrecke Strathclyde Loch

Im Rahmen der Ruder-Europameisterschaften 2018 wurde zwischen dem 2. und 5. August 2018 der Wettbewerb im Achter der Männer auf der Regattastrecke Strathclyde Loch ausgetragen. Es nahmen insgesamt sieben Mannschaften teil und der Wettbewerb bestand aus zwei Vorläufen, einem Hoffnungslauf sowie einem Finale.

## Mannschaften
| Nation         | Ruderer |
| -------------- | --- |
| Deutschland    | Johannes Weißenfeld Felix Wimberger Max Planer Torben Johannesen Jakob Schneider Malte Jakschik Richard Schmidt Hannes Ocik Martin Sauer (St.)                             |
| Großbritannien | Thomas George Tom Jeffery William Satch Tom Ransley Mohamed Sbihi Alan Sinclair Matthew Tarrant Oliver Wynne-Griffith Henry Fieldman (St.)                                 |
| Italien        | Cesare Gabbia Fabio Infimo* Matteo Lodo* Emanuele Liuzzi Paolo Perino Bruno Rosetti Mario Paonessa Davide Mumolo Leonardo Pietra Caprina Enrico D’Aniello (St.)            |
| Niederlande    | Vincent van der Want Boudewijn Röell Maarten Hurkmans Simon van Dorp Mechiel Versluis Ruben Knab Lex van den Herik Freek Robbers Diederik van Engelenburg (St.)            |
| Polen          | Zbigniew Schodowski Piotr Juszczak Ryszard Ablewski Robert Fuchs Marcin Brzeziński Mateusz Wilangowski Mikołaj Burda Michał Szpakowski Daniel Trojanowski (St.)            |
| Russland       | Alexander Tschaukin Juri Pschenitschnikow Roman Lomatschew Daniil Baranov Maxim Golubew Semjon Jaganow Iwan Balandin Daniil Andrijenko Pawel Safonkin (St.)                |
| Rumänien       | Vlad-Dragos Aicoboae Adrian Damii Alexandru Matinca Constantin Radu Constantin Adam Sergiu-Vasile Bejan Cristi-Ilie Pirghie Alexandru-Cosmin Macovei Adrian Munteanu (St.) |

* Fabio Infimo trat im Vorlauf und Hoffnungslauf an. Aus medizinischen Gründen nahm er nicht am Finale teil. Er wurde durch Matteo Lodo vertreten, der bei dieser Regatta auch im Zweier ohne angetreten war.

### Vorläufe
Die zwei Vorläufe wurden am 2. August 2018 ausgetragen. Die Sieger der Vorläufe qualifizierten sich für das Finale, während die anderen Mannschaften über den Hoffnungslauf die Möglichkeit hatten, sich für das Finale zu qualifizieren.

#### Vorlauf 1
| Platz | Namen                                                                                              | Nation         | Zeit (min) | Qualifikation |
| ----- | -------------------------------------------------------------------------------------------------- | -------------- | ---------- | ------------- |
| 1     | van der Want, Röell, Hurkmans, van Dorp, Versluis, Knab, van den Herik, Robbers, van Engelenburg   | Niederlande    | 5:36,35    | Finale        |
| 2     | George, Jeffery, Satch, Ransley, Sbihi, Sinclair, Tarrant, Wynne-Griffith, Fieldman                | Großbritannien | 5:38,63    | Hoffnungslauf |
| 3     | Tschaukin, Pschenitschnikow, Lomatschew, Baranov, Golubew, Jaganow, Balandin, Andrijenko, Safonkin | Russland       | 5:41,71    | Hoffnungslauf |
| 4     | Schodowski, Juszczak, Ablewski, Fuchs, Brzeziński, Wilangowski, Burda, Szpakowski, Trojanowski     | Polen          | 5:42,61    | Hoffnungslauf |

#### Vorlauf 2
| Platz | Namen                                                                                | Nation      | Zeit (min) | Qualifikation |
| ----- | ------------------------------------------------------------------------------------ | ----------- | ---------- | ------------- |
| 1     | Weißenfeld, Wimberger, Planer, Johannesen, Schneider, Jakschik, Schmidt, Ocik, Sauer | Deutschland | 5:32,83    | Finale        |
| 2     | Aicoboae, Damii, Matinca, Radu, Adam, Bejan, Pirghie, Macovei, Munteanu              | Rumänien    | 5:33,37    | Hoffnungslauf |
| 3     | Gabbia, Infimo, Liuzzi, Perino, Rosetti, Paonessa, Mumolo, Pietra Caprina, D’Aniello | Italien     | 5:57,10    | Hoffnungslauf |

### Hoffnungslauf
Der Hoffnungslauf wurde am 3. August 2018 ausgetragen. Die vier besten Boote qualifizierten sich für das Finale. Die letztplatzierte polnische Mannschaft schied aus.
| Platz | Namen                                                                                              | Nation         | Zeit (min) | Qualifikation |
| ----- | -------------------------------------------------------------------------------------------------- | -------------- | ---------- | ------------- |
| 1     | Aicoboae, Damii, Matinca, Radu, Adam, Bejan, Pirghie, Macovei, Munteanu                            | Rumänien       | 5:28,60    | Finale        |
| 2     | George, Jeffery, Satch, Ransley, Sbihi, Sinclair, Tarrant, Wynne-Griffith, Fieldman                | Großbritannien | 5:31,67    | Finale        |
| 3     | Gabbia, Infimo, Liuzzi, Perino, Rosetti, Paonessa, Mumolo, Pietra Caprina, D’Aniello               | Italien        | 5:34,04    | Finale        |
| 4     | Tschaukin, Pschenitschnikow, Lomatschew, Baranov, Golubew, Jaganow, Balandin, Andrijenko, Safonkin | Russland       | 5:34,67    | Finale        |
| 5     | Schodowski, Juszczak, Ablewski, Fuchs, Brzeziński, Wilangowski, Burda, Szpakowski, Trojanowski     | Polen          | 5:35,93    | Ausgeschieden |

### Finale
Das Finale fand am 5. August statt.
| Platz | Name                                                                                               | Nation         | Zeit (min)  | Zeit (min)  | Zeit (min)  | Zeit (min) |
| Platz | Name                                                                                               | Nation         | 0500 m      | 1000 m      | 1500 m      | 2000 m     |
| ----- | -------------------------------------------------------------------------------------------------- | -------------- | ----------- | ----------- | ----------- | ---------- |
| 1     | Weißenfeld, Wimberger, Planer, Johannesen, Schneider, Jakschik, Schmidt, Ocik, Sauer               | Deutschland    | 1:21,08 (4) | 2:42,81 (2) | 4:04,88 (1) | 5:27,48    |
| 2     | van der Want, Röell, Hurkmans, van Dorp, Versluis, Knab, van den Herik, Robbers, van Engelenburg   | Niederlande    | 1:20,50 (2) | 2:42,42 (1) | 4:06,21 (2) | 5:29,51    |
| 3     | Aicoboae, Damii, Matinca, Radu, Adam, Bejan, Pirghie, Macovei, Munteanu                            | Rumänien       | 1:20,49 (1) | 2:43,27 (4) | 4:06,93 (3) | 5:29,71    |
| 4     | Paonessa, Liuzzi, Gabbia, Perino, Rosetti, Lodo, Mumolo, Pietra Caprina, D’Aniello                 | Italien        | 1:21,67 (5) | 2:45,51 (5) | 4:09,68 (5) | 5:31,75    |
| 5     | George, Jeffery, Satch, Ransley, Sbihi, Sinclair, Tarrant, Wynne-Griffith, Fieldman                | Großbritannien | 1:20,87 (3) | 2:43,12 (3) | 4:08,30 (4) | 5:31,95    |
| 6     | Tschaukin, Pschenitschnikow, Lomatschew, Baranov, Golubew, Jaganow, Balandin, Andrijenko, Safonkin | Russland       | 1:22,94 (6) | 2:48,84 (6) | 4:15,44 (6) | 5:41,12    |